# Prydbregnemos
Prydbregnemos (Thuidium tamariscinum), ofte skrevet pryd-bregnemos, er et mos, der danner matgrønne puder på fugtig bund i skove. Stænglerne er tredobbelt forgrenede. Stænglens blade er lidt over en millimeter lange, mens grenbladene er meget små, kun lidt mere end en tredjedel millimeter.

## Beskrivelse
Stænglerne er ikke påfaldende rødlige modsat den meget lignende Hylocomium splendens (alm. etagemos), men regelmæssigt og tredobbelt snitdelte. Sideskuddene sidder alle i samme plan, sådan at det trekantede skudsystem har form som et juletræ. Løvet kan have farver fra lysegrønt til olivengrønt eller mørkegrønt. Mellem bladene finder man talrige bladagtige udvækster (parafyllier), der giver stænglen et matgrønt udseende.
De egentlige blade er trekantede nederst på hovedskuddet, men længere oppe er de smallere og sammentrukket til en lancetformet spids. Sideskuddenes blade er mere ovale og har kortere spidser. På hver af bladets celler finder man (under mikroskop) én enkelt vorte ved den yderste spids. Bladrandene bliver fint takkede på grund af vorterne, men hen mod spidsen er de kraftigere takkede. Sporehuset er cylindrisk og krumt med en kappe, der bærer et langt næb.
Rodnettet er fint og svagt udviklet, såkaldte rhizoider. Skud med vedvarende jordkontakt slår rod og danner nye planter.
Højde x bredde og årlig tilvækst: 0,05 x 0,10 (0,5 x 0,5 cm/år), heri ikke medregnet rodslående grene.

## Hjemsted
Prydbregnemos findes næsten overalt i verden. Den vokser på skyggefulde steder på vidt forskelligt underlag. Den foretrækker dog neutral og næringsrig bund.
Skoven ved Henderland Bank i Skotland er en lille tæt tykning af hassel med spredte pletter af ask og alm. røn. Den er beliggende på et sydhæld nær ved St. Mary's Loch, dvs. ca. 70 km syd for Edinburgh i Skotland. Her findes arten som udbredte tæpper på skovbunden under bl.a. alm. fingerbøl, alm. hvene, alm. mangeløv, bredbladet mangeløv, bølget bunke, engriflet hvidtjørn, håret frytle, klasekortlæbe, kratviol, skovsyre, stor fladstjerne, tveskægget ærenpris og vellugtende gulaks
| Portal | Portal:Botanik |

## Note
1. ↑  Scottish Natural Heritage Commissioned Report No. 133:National Vegetation Classification survey for Henderland Bank Arkiveret 22. oktober 2007 hos  Wayback Machine (engelsk)